# Orehovo-Zujevo
Orehovo-Zujevo (ruski: Орехово-Зуево) je industrijski grad, smješten 85 km istočno od Moskve. Nalazi se u Moskovskoj oblasti, na 55° 48′sjever i 35° 58′istok.
Područje gdje se ovaj grad nalazi je šumovito područje uz rijeku Kljazmu (pritoka rijeke Oke).
Grad je jedan od najstarijih ruskih središta tekstilne industrije.
Na mjestu današnjeg grada su izvorno bila četiri naselja, Orehovo, Zujevo (postoji od 13. stoljeća), Nikolskoje i selo Dubrovka.
Grad je osnovan 21. rujna 1917. kad su se spojili Orehovo i Zujevo, stoga dvojno ime. 
Broj stanovnika;
- 1991.: 136.800
- 1997.: 125.000 (procjene)

Vremenska zona: Moskovsko vrijeme